# Residència Geriàtrica Santa Rita
La Residència Geriàtrica Santa Rita és un edifici de Sant Joan Despí (Baix Llobregat) inclòs a l'Inventari del Patrimoni Arquitectònic de Catalunya.

## Descripció
Casa-torre de planta baixa i dos pisos. Té dos cossos principals a diferents alçades. El més elevat té l'accés principal a través d'una escalinata, que en el projecte era sota columnes. No té decoració, és molt sòbria. La coberta és de teula a dues vessants. Està envoltada per un jardí i, si bé externament conserva la seva puresa original, el seu interior ha sofert reformes, ja que ara s'ha adequat com a residència i anteriorment fou un forn de pa.

## Història
Des del 1984 és destinada a Residència Geriàtrica i anteriorment ho fou d'industrials forners (d'aquí que es conservi el nom de la indústria, Santa Rita).
El peticionari de la llicència municipal d'obres fou Antoni Laporte, alcalde de Sant Joan als anys 30, que sol·licità la llicència el 13/7/1915. En el moment de la petició era domiciliat al carrer d'Aribau núm. 175, 4t 2a, de Barcelona.
Més endavant passà a mans de Màrius Passani i també durant un temps fou coneguda com a Torre Passani, que no s'ha de confondre amb la Torre Passani que hi ha al mateix carrer de Francesc Macià núm. 48.
L'any 1932 s'introduïren algunes modificacions en les obertures de les finestres (Marius Passani 23/2/1932).